# Primera División de México (1964/1965)
Rozgrywki 1964/1965 były 62. sezonem w historii ligi meksykańskiej, a 22. sezonem w historii profesjonalnej ligi meksykańskiej. Tytułu mistrzowskiego broniła Guadalajara.

## Zespoły
| Uczestnicy poprzedniej edycji                                                                                 | Uczestnicy poprzedniej edycji | Uczestnicy poprzedniej edycji | Uczestnicy poprzedniej edycji |
| --- | ----------------------------- | ----------------------------- | ----------------------------- |
| GUA | Guadalajara                   | 1                             |                               |
| AME | América                       | 2                             |                               |
| MTY | Monterrey                     | 3                             |                               |
| IRA | Irapuato                      | 4                             |                               |
| ZAC | Zacatepec                     | 5                             |                               |
| NEC | Necaxa                        | 6                             |                               |
| PUM | Pumas UNAM                    | 7                             |                               |
| ORO | CD Oro                        | 8                             |                               |
| LEO | León                          | 9                             |                               |
| ATS | Atlas                         | 10                            |                               |
| TOL | Toluca                        | 11                            |                               |
| MOR | Morelia                       | 12                            |                               |
| ATL | Atlante                       | 13                            |                               |
| CDN | C.D. Nacional                 | 14                            |                               |
| Awans z Segunda División de México (1963/1964)                                                                |                               |                               |                               |
| CAZ | Cruz Azul                     | 1                             |                               |
| VER | Veracruz                      | 2                             |                               |
| Oznaczenia: - kolumna pierwsza – skróty nazw drużyn, - kolumna trzecia – miejsce zajęte w poprzednim sezonie. |                               |                               |                               |

## Tabela
| Lp. | Klub          | M  | Z  | R  | P  | B+ | B- | Pkt. | Uwagi       |
| --- | ------------- | -- | -- | -- | -- | -- | -- | ---- | ----------- |
| 1   | Guadalajara   | 30 | 15 | 10 | 5  | 47 | 29 | 40   | Mistrzostwo |
| 2   | CD Oro        | 30 | 16 | 6  | 8  | 60 | 40 | 38   |             |
| 3   | Monterrey     | 30 | 17 | 3  | 10 | 45 | 27 | 37   |             |
| 4   | América       | 30 | 10 | 14 | 6  | 36 | 23 | 34   |             |
| 5   | Atlante       | 30 | 10 | 13 | 7  | 28 | 25 | 33   |             |
| 6   | Pumas UNAM    | 30 | 11 | 9  | 10 | 39 | 39 | 31   |             |
| 7   | León          | 30 | 12 | 6  | 12 | 37 | 35 | 30   |             |
| 8   | Cruz Azul     | 30 | 10 | 9  | 11 | 45 | 42 | 29   |             |
| 9   | Atlas         | 30 | 10 | 9  | 11 | 37 | 45 | 29   |             |
| 10  | Veracruz      | 30 | 10 | 8  | 12 | 41 | 44 | 28   |             |
| 11  | Toluca        | 30 | 8  | 11 | 11 | 31 | 34 | 27   |             |
| 12  | Necaxa        | 30 | 9  | 9  | 12 | 34 | 43 | 27   |             |
| 13  | Morelia       | 30 | 10 | 6  | 14 | 44 | 52 | 26   |             |
| 14  | Zacatepec     | 30 | 8  | 10 | 12 | 29 | 37 | 26   |             |
| 15  | Irapuato      | 30 | 7  | 9  | 14 | 29 | 46 | 23   |             |
| 16  | C.D. Nacional | 30 | 6  | 10 | 14 | 29 | 50 | 22   | Spadek      |